# Václav Resner
Václav Resner (* 10. listopadu 1937) je bývalý český fotbalový brankář a trenér. V letech 1981–1983 byl asistentem Jiřího Lopaty u prvoligové Rudé hvězdy Cheb.

## Hráčská kariéra
Je odchovancem Mariánských Lázní, v jejichž dresu chytal na divizní úrovni.

## Trenérská kariéra
Je držitelem I. trenérské třídy, v Mariánských Lázních se dlouhodobě věnuje jak mládeži, tak dospělým.
- 1981/82 (1. liga) – TJ RH Cheb
- 1982/83 (1. liga) – TJ RH Cheb
- 1983/84 (1. liga) – TJ RH Cheb (1.–9. kolo)